# Oomorphoides
Oomorphoides là một chi bọ cánh cứng trong họ Chrysomelidae.
Chi này được miêu tả khoa học năm 1956 bởi Monros.

## Các loài
Các loài trong chi này gồm:
- Oomorphoides chujoi Takizawa, 1987
- Oomorphoides foveatus Tang, 1992
- Oomorphoides martensi Medvedev, 1990
- Oomorphoides nepalensis Takizawa, 1987
- Oomorphoides punctatus Tang, 1992
- Oomorphoides sakaii Takizawa, 1989